# Matt Read
Matthew Zachary Jarrett "Matt" Read, född 14 juni 1986, är en kanadensisk professionell ishockeyspelare som är kontrakterad till NHL-organisationen Minnesota Wild och spelar för deras primära samarbetspartner Iowa Wild i AHL.
Han har tidigare spelat på NHL-nivå för Philadelphia Flyers och på lägre nivåer för Lehigh Valley Phantoms och Adirondack Phantoms i AHL, Bemidji State University i NCAA, Des Moines Buccaneers i USHL, Milton Icehawks i OPJHL, St. Marys Lincolns i WOHL och Lucan Irish i OHA-D.
Read blev inte draftad av något lag.
Den 30 juli 2018 skrev han på ett ettårskontrakt värt 650 000 dollar med Minnesota Wild.